# Transworld Skateboarding
TRANSWORLD SKATEboarding (pogosto okrajšano TWS) je rolkarska revija in spletna stran v lasti Time4 Media. Revija izhaja že od leta 1983, sedanji uredniki pa so Skin Phillips, Eric Stricker in Carleton Curtis. Poleg revije, ki ima sestrsko publikacijo na Japonskem, in ima več kot 60 % tržni delež, revija izdaja tudi rolkarske filme.
Od leta 1999 revija vsako leto prireja podelitev nagrad za dosežke na področju rolkanja, imenovane Transworld Skateboards Awards, pri katerih zmagovalce izglasujejo bralci revije.

## Zgodovina
TWS je bil ustanovljen leta 1983, kot odgovor na članek v rolkarski reviji Thrasher "Skate and destroy" (Rolkaj in uničuj), ki ga je napisal CR Stecyk III pod psevdonimom Lowboy, in oglas za Independent, na katerem je bila ženska z odkritim oprsjem, na katerem so bile nalepke podjetja.
TRANSWORLD sta začela izdajati Larry Balma, lastnik podjetja Tracker, in Peggy Cozens. Sprva je bil uredniški tim znan kot "Združena rolkarska fronta" (ang: United Skate Front). Balma je kasneje povedal, da so revijo ustanovili, ker se jim je zdel Thrasher pregrob in neprimeren za otroke. Rolkanje je takrat postajalo vedno bolj popularno in TWS je bil mišljen kot revija namenjena novim generacijam.
V prvi številki revije je bil članek "Skate and Create" (Rolkaj in ustvarjaj), v katerem je njegova avtorica Peggy Cozens napisala, da jo skrbi nov način razmišljanja, ki ga vsiljujejo rolkarjem: Rolkaj in uničuj. V članku nadaljuje s pozitivnimi in kreativnimi stranmi rolkanja. Tak odnos je revija ohranila, kar potrjuje tudi preminuli lastnik Thrasherja Fausto Vitello, ki je napisal, da je bil TWS - rolkanje in ustvarjanje, Thrasher pa rolkanje in uničevanje.
Leta 1984 se je reviji pridružil David Carson, ki je pri reviji ostal do 1991 in je ustvaril njegovo značilno podobo. V tem obdobju so slike prispevala J. Grant Brittain in Spike Jonze, članke pa so pisali poklicni rolkarji, kot so Lance Mountain, Tony Hawk, Gary Scott Davis in Mark Gonzales.
Revija je bila leta 1997 prodana Times Mirrorju, leta 2000 pa je postala del AOL Time Warner. Tako so naslednje leto poleg revije delili tudi zgoščenke z zastonj urami interneta pri AOLu. Teh potez se takrat samo uredništvo ni zavedalo, dokler ni bilo prepozno, a so se v naslednji številki opravičili..
Med uredniki in lastniki je začelo prihajati do nesoglasij, zaradi česar so revijo zapustili ključni uredniki, med njimi tudi  J Grant Britain, Dave Swift in Atiba Jefferson, ki so ustanovili revijo The Skateboard Mag v letu 2003.
12. septembra 2006 je Time INc. napovedal, da je Time4 Media, pod okriljem katerega je tudi TWS, na prodaj. Razlog za prodajo je bil, da te revije niso več v njihovi publikacijski strategiji.

## Videografija
| Revija je izdala niz videov: 1. Uno (1996) 2. 4 Wheel Drive (1996) 3. Greatest Hits (1997) 4. Cinematographer(1997) 5. Interface (1997) 6. The Sixth Sense (1998) 7. Transmission 7 (1999) 8. Feedback (1999) 9. The Reason (1999) 10. Modus Operandi (2000) 11. i.e. (2000) 12. Sight Unseen (2001) 13. In Bloom (2002) 14. Free Your Mind (2003) 15. Are You Alright? (2003) 16. Subtleties (2005) 17. First Love (2005) 18. A Time To Shine (2006) 19. Lets Do This! (2007) 20. And Now (2008) | Poleg teh filmov so jih izdali še kar nekaj izven niza: - The Dreams of Children (1994) - Anthology (2000) - Videoradio (2001) Izdali pa so tudi sledeče učne filme: - Trick Tips (???) - Starting Point 1 (???) - Starting Point 2 (???) - Starting Point 3 (???) - Show Me the Way (2004) |